# Липки (Сасовский район)
Ли́пки — упразднённый посёлок в Сасовском районе Рязанской области России.
Входит в состав  Придорожного сельского поселения.

## Географическое положение
Посёлок находился в восточной части Сасовского района, в 50 км к юго-востоку от райцентра на реке Чёрная.

## Природа

### Климат
Климат умеренно континентальный с умеренно жарким летом (средняя температура июля +19 °С) и относительно холодной зимой (средняя температура января –11 °С). Осадков выпадает около 600 мм в год.

## История

### Административно-территориальное деление
С 2004 г. и до настоящего времени входит в состав Придорожного сельского поселения.
До этого момента входил в Салтыковский сельский округ.

## Нынешнее состояние
В данное время никаких строений в населенном пункте не имеется.

## Население
| 1984 | 2010 |
| ---- | ---- |
| 40   | ↘0   |